# Club Recreativo Granada
Club Recreativo Granada is het reserveteam van de Spaanse voetbalclub Granada CF.
De ploeg promoveerde op het einde van het seizoen 2022-2023 dankzij de eindronde naar de Primera Federación. Het daaropvolgende seizoen 2023-2024 volgde echter reeds de degradatie, waarop de ploeg vanaf seizoen 2024-2025 in de Segunda Federación speelt.